# Les Passagers du Zinc
 (avril 2022).
 (avril 2022).
 (avril 2022).
La mise en forme du texte ne suit pas les recommandations de Wikipédia : il faut le « wikifier ».
Les points d'amélioration suivants sont les cas les plus fréquents. Le détail des points à revoir est peut-être précisé sur la page de discussion.
- Les titres sont pré-formatés par le logiciel. Ils ne sont ni en capitales, ni en gras.
- Le texte ne doit pas être écrit en capitales (les noms de famille non plus), ni en gras, ni en italique, ni en « petit »…
- Le gras n'est utilisé que pour surligner le titre de l'article dans l'introduction, une seule fois.
- L'italique est rarement utilisé : mots en langue étrangère, titres d'œuvres, noms de bateaux, etc.
- Les citations ne sont pas en italique mais en corps de texte normal. Elles sont entourées par des guillemets français : « et ».
- Les listes à puces sont à éviter, des paragraphes rédigés étant largement préférés. Les tableaux sont à réserver à la présentation de données structurées (résultats, etc.).
- Les appels de note de bas de page (petits chiffres en exposant, introduits par l'outil «  Source ») sont à placer entre la fin de phrase et le point final[comme ça].
- Les liens internes (vers d'autres articles de Wikipédia) sont à choisir avec parcimonie. Créez des liens vers des articles approfondissant le sujet. Les termes génériques sans rapport avec le sujet sont à éviter, ainsi que les répétitions de liens vers un même terme.
- Les liens externes sont à placer uniquement dans une section « Liens externes », à la fin de l'article. Ces liens sont à choisir avec parcimonie suivant les règles définies. Si un lien sert de source à l'article, son insertion dans le texte est à faire par les notes de bas de page.
- La présentation des références doit suivre les conventions bibliographiques. Il est recommandé d'utiliser les modèles {{Ouvrage}}, {{Chapitre}}, {{Article}}, {{Lien web}} et/ou {{Bibliographie}}. Le mode d'édition visuel peut mettre en forme automatiquement les références.
- Insérer une infobox (cadre d'informations à droite) n'est pas obligatoire pour parachever la mise en page.

Pour une aide détaillée, merci de consulter Aide:Wikification.
Si vous pensez que ces points ont été résolus, vous pouvez retirer ce bandeau et améliorer la mise en forme d'un autre article.
Les « Passagers du Zinc » est une salle de concert de musiques actuelles gérée par l'association Des Deux Mains, association loi de 1901 qui s’est installée sur la commune de Châteaurenard (13160) à la Salle de l’Étoile depuis septembre 2018 et à prise la gestion d’une nouvelle salle de concert dénommée « LA ROTONDE » inaugurée le 25 février 2022. L’association organise également depuis sa création des concerts et met en œuvre des actions culturelles sur tout son bassin de vie sous l’identité de « LES PASSAGERS DU ZINC ».
La salle de concert de musiques actuelles « LES PASSAGERS DU ZINC » se sera développée sur la ville d’Avignon sur le site de l’Espace Galaxy au 23 route de Montfavet pendant 18 ans depuis le 4 novembre 2000. En reconnaissance du travail effectué, l’association Des Deux Mains s’est vu attribuer par le ministère de la culture depuis 2013 le label SMAC (Scène de Musiques Actuelles).
Mais 18 ans sera l’âge d’un nouvel envol pour l’association Des Deux Mains : depuis l’annonce de la vente du bâtiment avignonnais abritant ses locaux, la commune de Châteaurenard s’est en effet portée volontaire pour accueillir l’association Des Deux Mains et ainsi y dessiner un tout nouveau projet pour la SMAC des PASSAGERS DU ZINC.
L’association transfère alors ses bureaux fin 2018 à la Salle de l’Etoile de Châteaurenard et y transfère ses activités musicales.
Tout en continuant à s'adosser à la programmation culturelle de la commune à la Salle de l’Etoile, a pu se redéployer dans une toute nouvelle salle de concert construite sur la friche industrielle d’une ancienne Rotonde SNCF.*
Avec la réhabilitation de cette friche en salle de concert, la Scène de Musiques Actuelles des PASSAGERS DU ZINC bénéficie d’équipements lui permettant de proposer des spectacles en plein cœur de ville dans 2 salles de spectacles proposant 3 différentes jauges d’accueil des publics :
• « La Salle de l’Étoile » qui comporte deux espaces de diffusion : la grande salle de 1460 places debout dont un balcon de 201 places et le « Théâtre Pécout » d’une capacité d’accueil de 269 places assises ;
• « La Rotonde » dont la jauge modulable est de 468 places debout.
Avec l’ouverture de la Rotonde au format "club concert", permettant la programmation de d’artistes découvertes ou l’accueil de résidences et par la présence de deux locaux de répétitions, l’association dispose de l’ensemble du panel d’outils de diffusion et d’accompagnement pour répondre à l’ensemble des missions d’intérêt générales du cahier des charges des SMAC : la diffusion, la création, l'action artistique, la médiation culturelle.

## Activités

### La diffusion
Les Passagers du Zinc accueille des concerts de septembre à juin au rythme d'un à deux concerts par semaine. L'association Des Deux Mains organise également des spectacles à la Salle polyvalente de Montfavet depuis octobre 2004 sur la commune de Montfavet.

### L'accompagnement
Outre les concerts, les Passagers du Zinc propose des résidences d'artistes dans la salle, un soutien logistique et financier à des projets artistiques amateurs ou professionnels.

### L'action culturelle
Depuis 2009, Les Passagers du Zinc accueille les examens du Diplôme d'études musicales section Musiques actuelles du Conservatoire à rayonnement régional du Grand Avignon.

Depuis 2007, Les Passagers du Zinc produit une date jeune public dans le cadre du festival jeunes publics Festo Pitcho en partenariat avec d'autres structures locales.

### Les locaux de répétition
Deux locaux de répétition sont présents sur le lieu et sont ouverts de septembre à juillet.